# 季辛
季辛（?—?），战国时期中山国大臣。
季辛和司馬喜、爰骞都有私仇。司马喜暗中派人杀死爰骞，却嫁祸给季辛，中山王认为爰骞是季辛所杀，于是处死季辛。